# Industrias Chinon
Chinon Industries Inc. (チノン株式会社 Chinon Kabushiki-gaisha?) (チノン株式会社 Chinon Kabushiki-gaisha?) era un fabricante de cámaras japonés. Kodak adquirió la mayor parte de las participaciones de la empresa en 1997, y la convirtió en una filial de Kodak Japón, Kodak Digital Product Center, Japan Ltd. (株式会社コダック デジタル プロダクト センター Kabushiki-gaisha Kodakku Dejitaru Purodakuto Sentā?) (株式会社コダック デジタル プロダクト センター Kabushiki-gaisha Kodakku Dejitaru Purodakuto Sentā?), en 2004 . Como subsidiario, se encarga del desarrollo de modelos para cámaras digitales.

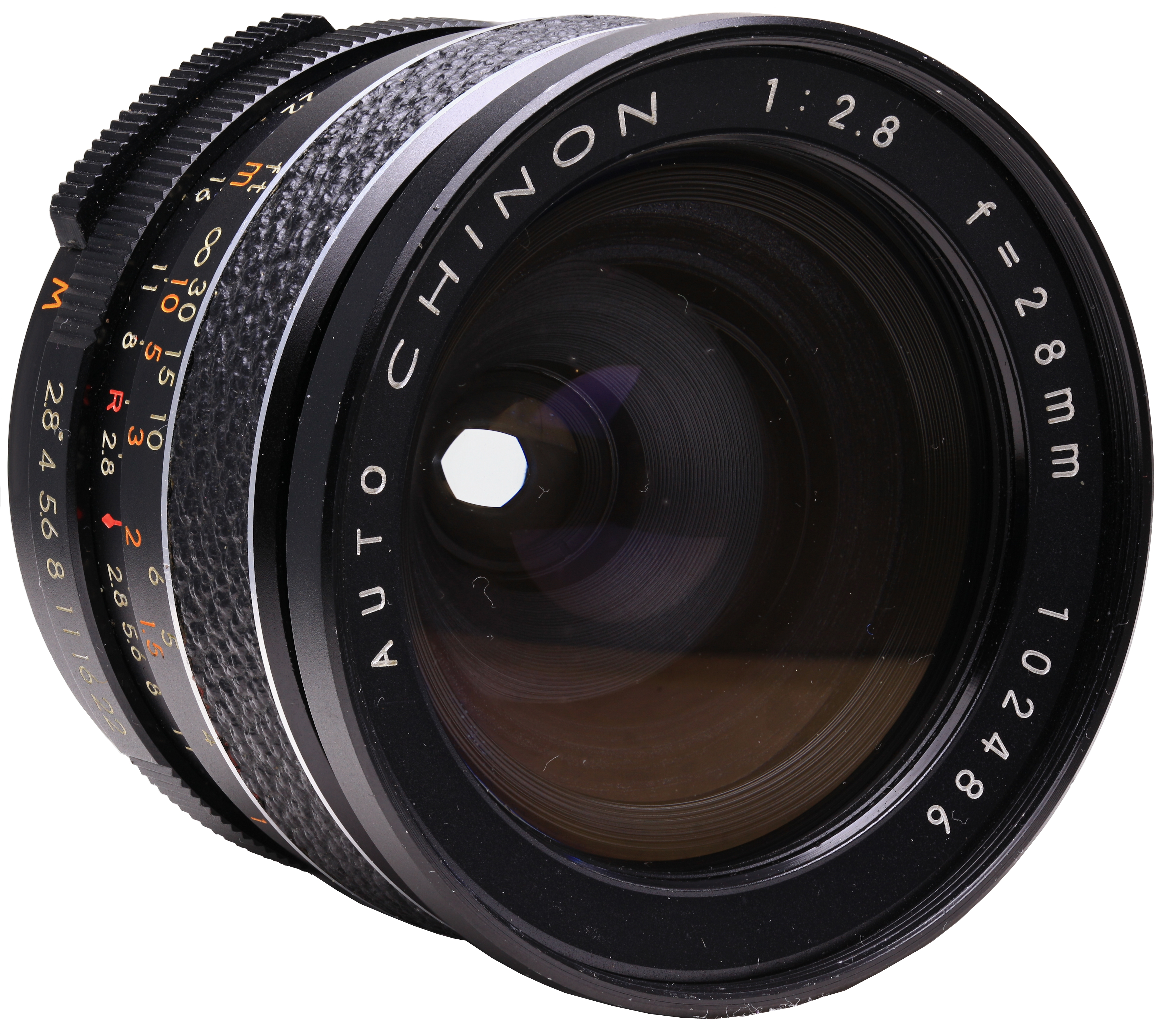
COCHE CHINON 28MM

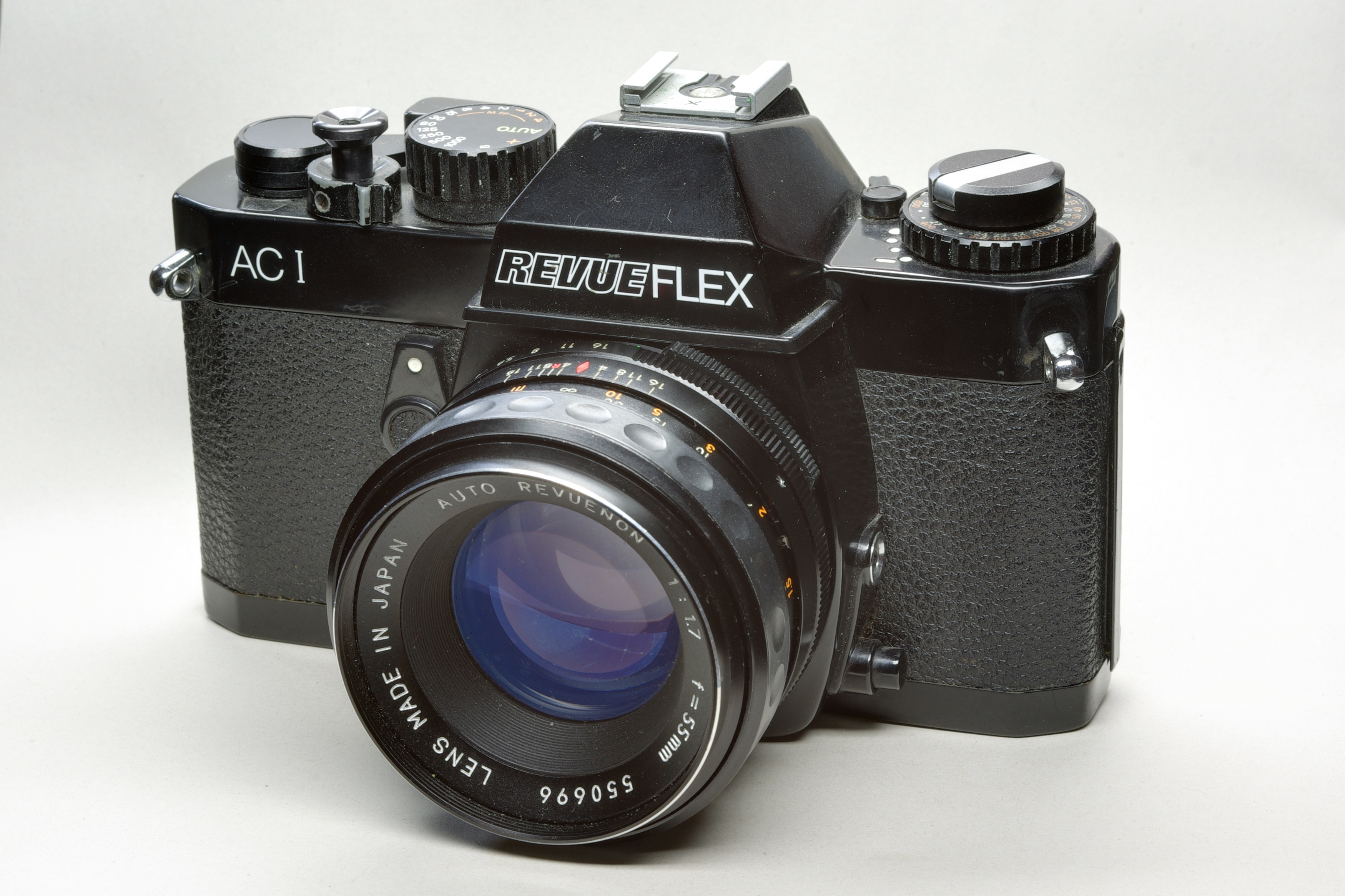
Chinon CE-3 memotron catalogada como Revueflex AC 1

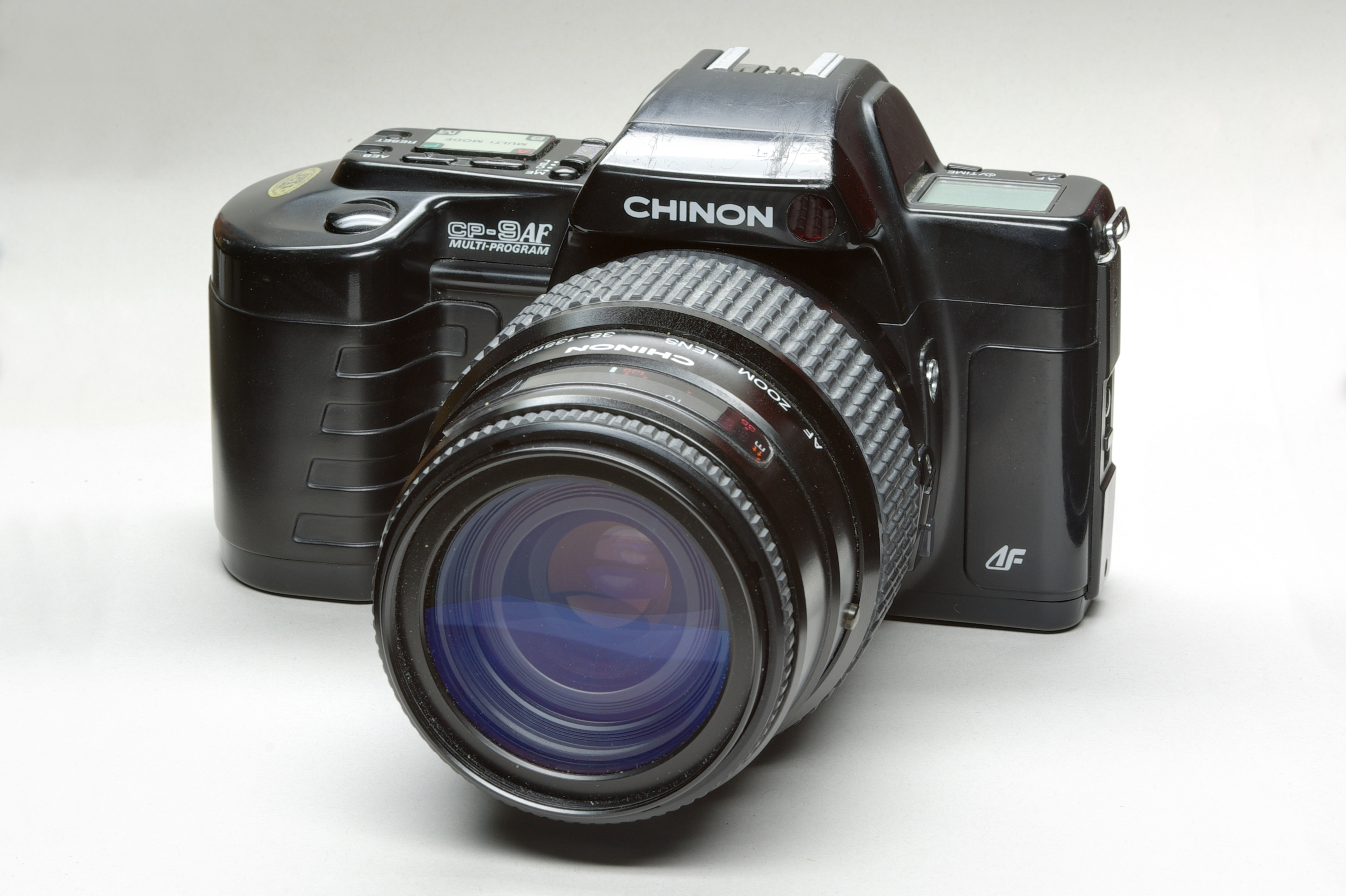
Chinon CP-9 AF con autofoco lente 35-135mm

Chinon fabricó varias cámaras, como la CG-5, que fue la primera en utilizar una lente con enfoque automático, que se tenía que adquirir por separado. Esta lente no es habitual hoy en día.  Era pesada y tenía dos "ojos" infrarrojos en la parte superior.  Conectaban por una bayoneta de tamaño similar al de la Pentax K, exceptuando que esta tenía contactos eléctricos que podían encender la cámara al presionar el botón que libera el obturador.
Otro cámara popular era la CM -1, una SLR de 35 mm, uso básico y plenamente manual, ideal para estudiantes y aficionados a la fotografía por ser más barata que si rival, la Pentax K-1000, pudiendo usar las mismas lentes y accesorios. La CM-1 incluía un sistema de medición de luz en la lente que indicaba cuando el diafragma y la velocidad de obturación ofrecían una buena exposición para la fotografía que funcionaba con la batería de la cámara. También utilizaba un prisma que dividía la imagen para determinar cuando estaba bien enfocada. La CM-1 estuvo a la venta a través de minoristas como K-Mart durante los años 80 y resultaron ser fiables y duraderas. Los productos de Chinon se vendían en el Reino Unido a través de la cadena de minoristas Dixons en el mismo periodo.
La mayoría de cámaras SLR de utilizaban la montura Pentax K, distribuida por Pentax como una montura universal, por lo que Pentax permitía e incluso animaba a otros fabricantes para utilizar su montura. Esto ayudó a aumentar la gama de lentes que se podían utilizar para las cámaras de las dos marcas, Chinon y Pentax.
Chinon también fabricaba lectores de CD-ROM, escáneres, calculadoras de bolsillo electrónico, y lectores de disquetes. Incluso probaron con la realidad virtual con las gafas Cybershades para PC, puestas a la venta en Estados Unidos en 1995 por $199.